# Gabriel Falopio
Gabriel Falopio (en italiano, Gabriele Falloppio) (Módena, 1523 - Padua, 9 de octubre de 1562), conocido como Fallopius en latín, anatomista, médico, cirujano y sacerdote italiano. Desarrolló trabajos de historia natural.

## Vida y contribuciones
Provenía de una familia noble, pero muy pobre; por lo que tuvo que luchar mucho para obtener una educación.  
Dificultades financieras lo llevaron a unirse al sacerdocio, y en 1542, fue canónigo en la catedral de Módena.  
Estudió medicina en Ferrara, una de las mejores escuelas de medicina de la época en Europa. Fue profesor en Ferrara, Pisa y Padua. Aunque murió con menos de 40 años, dejó su huella para siempre en el campo de la Anatomía. Falopio se dedicó sobre todo a la anatomía de la cabeza y contribuyó al conocimiento del oído interno y del tímpano. Estudió también los órganos reproductores de ambos sexos y describió las tubas uterinas (trompas de Falopio), que llevaban su nombre. Probablemente entre sus alumnos esté Leonardo Botallo o Botal, precursor del estudio del foramen de Botal, o agujero de Botal que está en el corazón de los fetos.
Este anatomista y cirujano italiano también diseñó un precursor del condón, que consistía en un objeto hecho de tripa de animal y lino, que se fijaba al pene con una cinta, destinado a prevenir las enfermedades de transmisión sexual como la sífilis y la gonorrea.

## Obras principales
- Observationes anatomicae. Venecia, 1561
- Opera omnia. 1584; 1600; 1606
- Crisis infragnti.

## Epónimos
- Trompas de Falopio